# (13425) Waynebrown
(13425) Waynebrown (1999 VG24) – planetoida z grupy pasa głównego asteroid okrążająca Słońce w ciągu 5,33 lat w średniej odległości 3,05 j.a. Odkryta 15 listopada 1999 roku.